# پیچاق قیمه

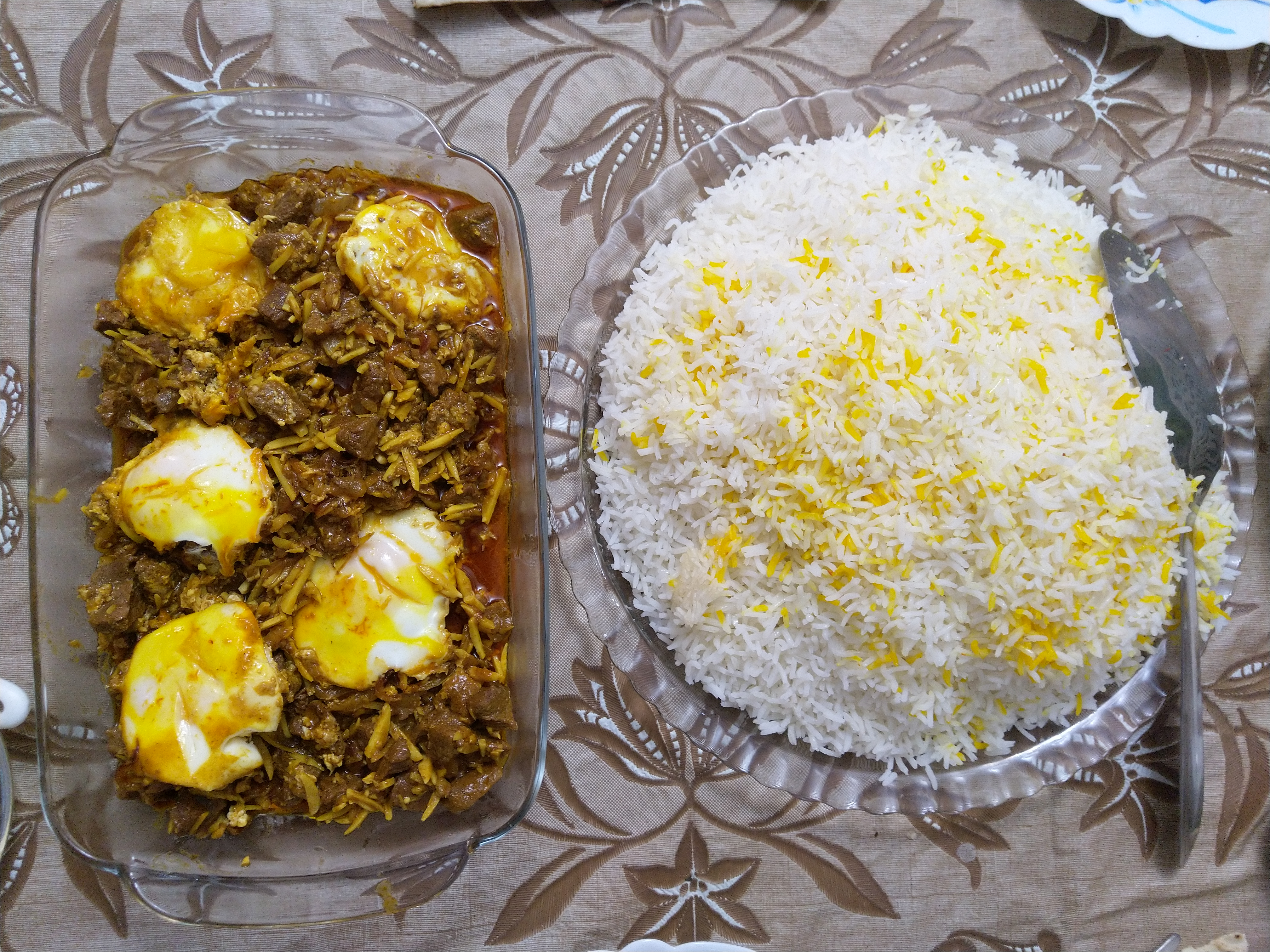
خورشت پیچاق قیمه مخصوص اردبیل

پیچاق قیمه از جمله خورشت های مشهور استان اردبیل در ایام محرم و ماه رمضان است. این غذا که به خورشت بادام آذری هم مشهور است معمولا با برنج سرو می‌شود و جز غذاهای مشهور و محبوب اردبیل محسوب می‌گردد.
واژه‌ “پیچاق” در زبان ترکی به معنی “چاقو” است، و برخی معتقدند این نام‌گذاری به خاطر شکل خاص برش مواد اولیه یا شیوه‌ سنتی خرد کردن آن‌ها با چاقو انجام گرفته است. در برخی مناطق، این غذا را به نام “پیچاخ قیمه” نیز می‌شناسند.

## مواد لازم
- مواد لازم برای ۸ نفر گوشت گوسفندی راسته یا قلوه گاه: ۷۰۰ گرم پیاز: ۴ عدد متوسط خلال بادام: ۱/۳ پیمانه زعفران دم کرده غلیظ: ۵ قاشق غذاخوری تخم مرغ: ۸ عدد (به تعداد نفرات) کره: ۶۰ گرم ادویه خورشی: به میزان دلخواه ترکیب ادویه خورشی شامل پودر کاری، دارچین، فلفل سیاه و قرمز، زردچوبه و هل ساییده شده‌است. نمک: به میزان دلخواه آب جوش: ۳ لیوان این مقدار مواد برای ۸ نفر است. اگر قصد تهیه این غذا برای نفرات بیشتر را برای مراسم مهمانی یا نذری را دارید مقدار مواد را به نسبت چند برابر کنید.

## طرز تهیه
- برای درست کردن خورش پیچاق قیمه مجلسی اردبیل ابتدا خلال بادام را به مدت دو یا سه ساعت در آب یا در صورت دلخواه گلاب خیس کنید. گوشت را به صورت قیمه‌ای یا همان تکه‌های خورشتی خرد کنید. پیازها را خلالی و نازک خرد کنید و در کره یا روغن حیوانی (اگر طعم کره و روغن حیوانی را دوست ندارید روغن مایع استفاده کنید) تفت دهید تا سبک و طلایی شوند. حالا تکه‌های گوشت را اضافه کنید. کمی تفت دهید. ادویه خورشتی را هم اضافه کنید و خوب تفت دهید تا طعم خامی ادویه گرفته شود. نمک را آخر سر اضافه کنید تا گوشت سفت نشود و زود پخته شود. سپس دو یا سه لیوان آب جوش (به حدی که آب روی گوشت‌ها را بپوشاند) روی گوشت بریزید و صبر کنید تا روی شعله ملایم گاز پخته شوند. در این فاصله خلال بادام‌ها را در کره کمی تفت دهید. در ۳۰ دقیقه پایانی پخت خلال بادام و زعفران را اضافه کنید و اجازه دهید خورش خوب جا بیفتد و کم‌آب شود. وقتی خورش پخت نمک آن را اندازه کنید. در پایان پخت خورش تخم مرغ‌ها را یکی یکی روی خورش بشکنید و در خورش را بگذارید تا خودشان را خوب بگیرند (اگر این روش را نمی‌پسندید کمی قبل از سرو خورش تخم مرغ‌ها را جداگانه نیمرو کنید و سپس روی خورش برای هر نفر یک عدد تخم مرغ نیمرو بگذارید). در پایان روی خورش را با پیاز داغ خلالی سرخ شده مجلسی (اختیاری) تزیین و روی تخم مرغ‌ها را با مقداری زعفران دم کرده تزیین کنید. خورش قیمه پیچاق را با برنج زعفرانی سرو کنید. موقع سرو خورش باید برای هر نفر یک تخم مرغ روی خورش کنار بگذارید.[۲][۳][۴]

## نگارخانه

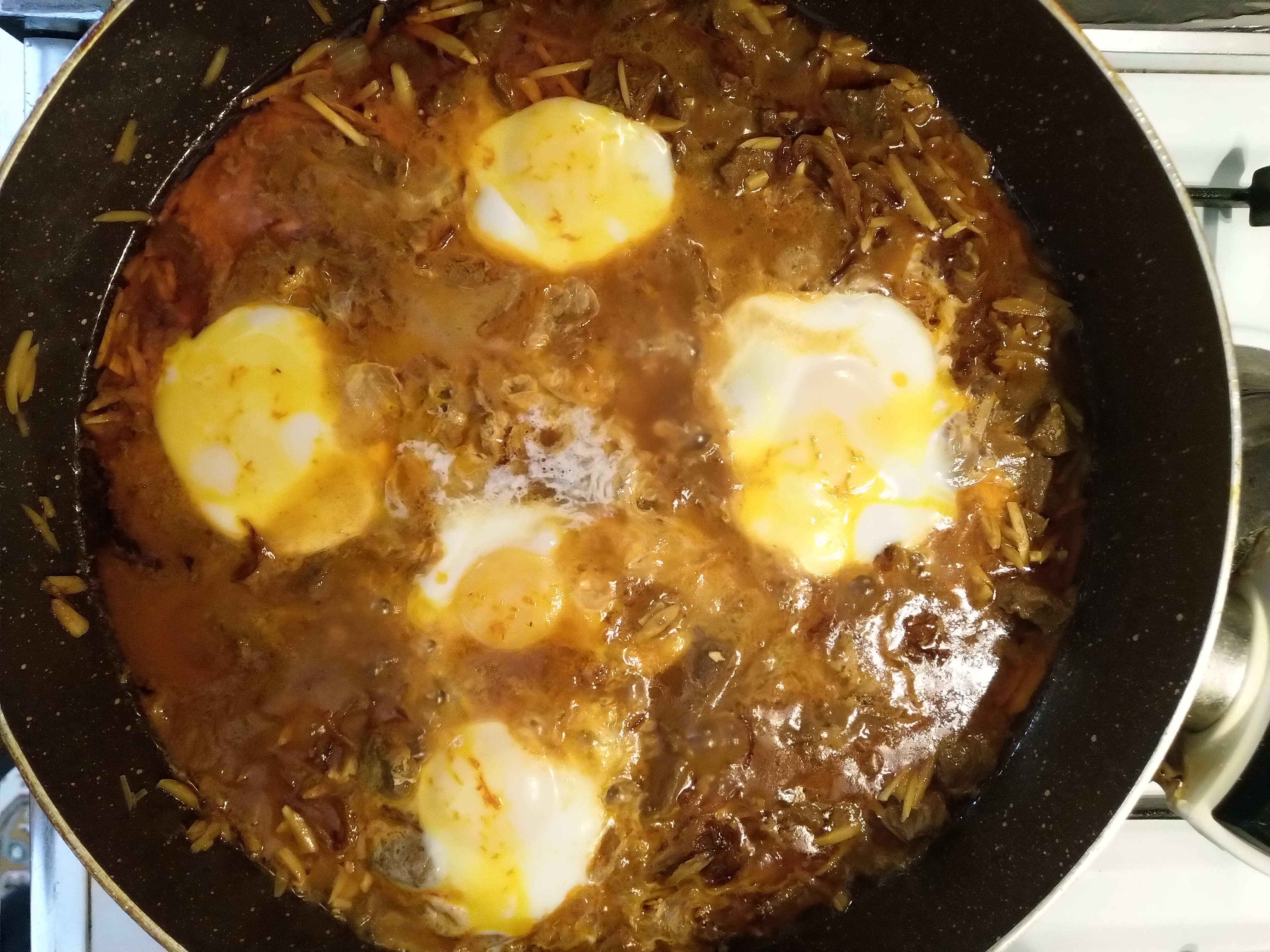
خورشت پیچاق قیمه
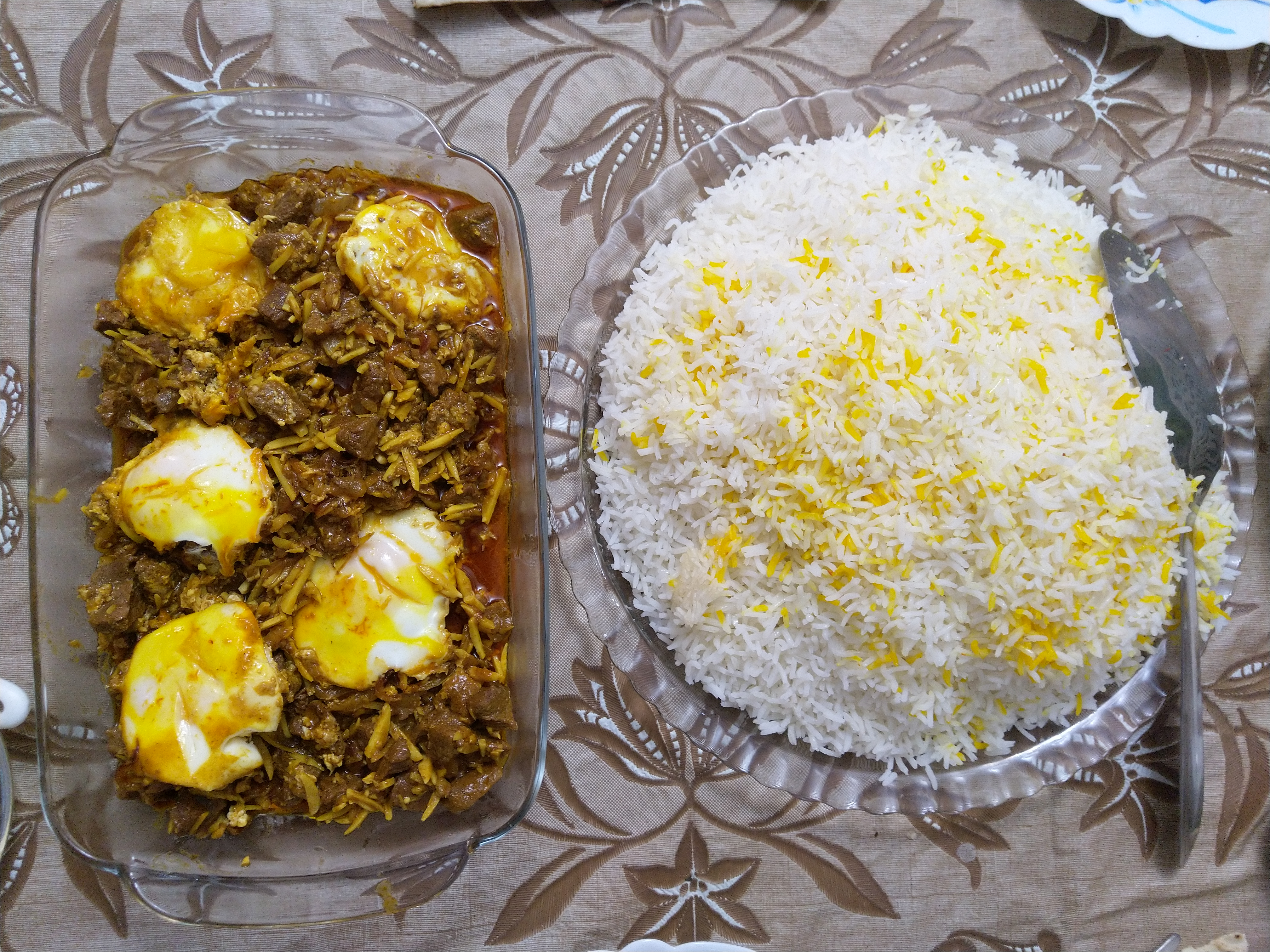
خورشت پیچاق قیمه
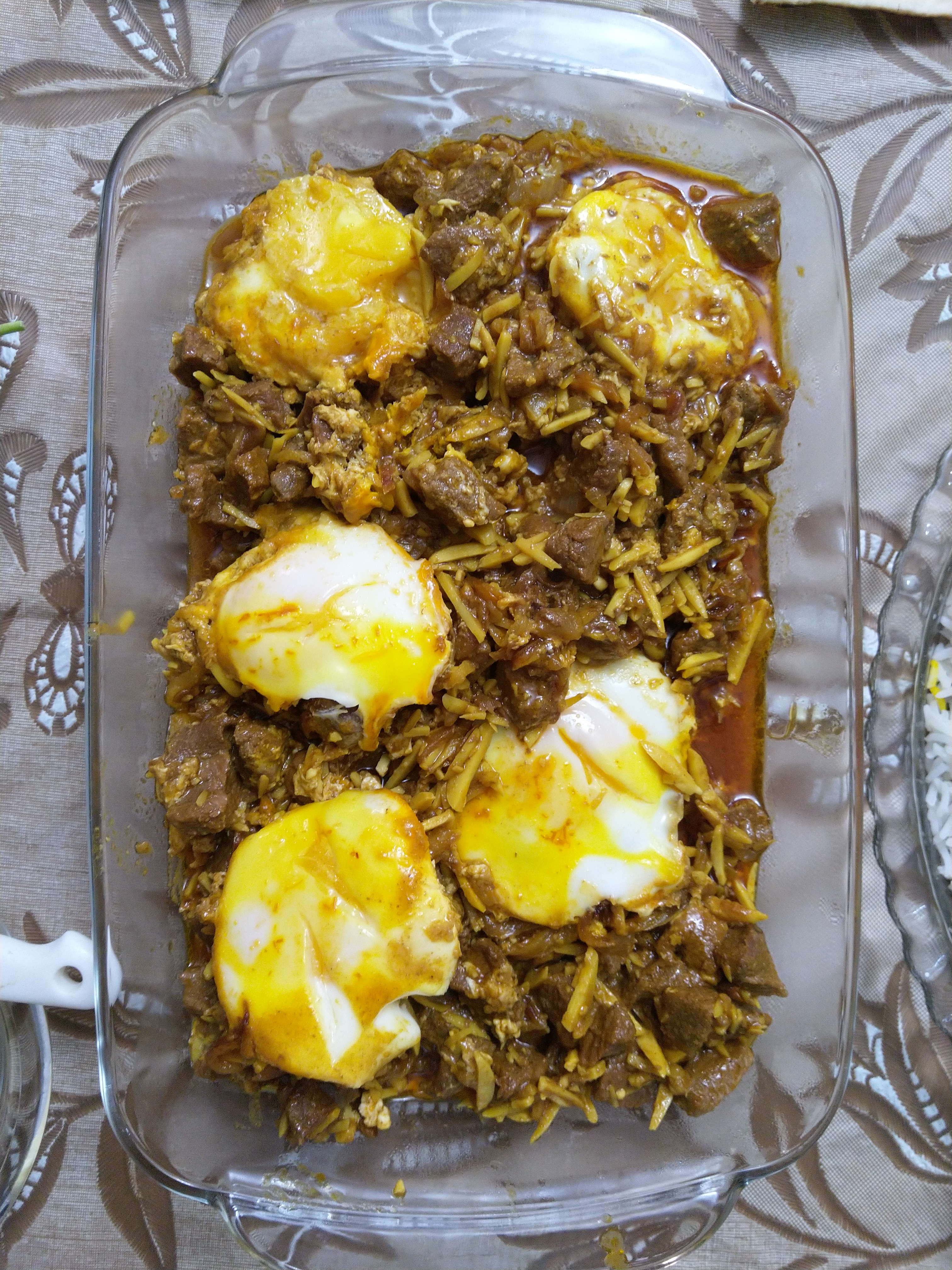
خورشت پیچاق قیمه